# 幸龍寺 (世田谷区)
幸龍寺（こうりゅうじ）は、東京都世田谷区北烏山五丁目にある寺院。日蓮宗に属し、旧本山は大本山本圀寺(六条門流)である。創建は天正年間（1573年-1593年）で当初は浜松にあった。後に駿府に移った後、1591年（天正19年）に江戸湯島に移築されて徳川家の尊崇が厚かったと伝わる。関東大震災罹災後の1927年（昭和2年）に烏山への移転を開始し、1940年（昭和15年）に移転を終え、烏山寺町を構成する26寺院の1つとなった。墓域には『江戸名所図会』の挿絵を担当したことで知られる長谷川雪旦とその子、雪堤などの墓がある。

## 歴史
京王線の千歳烏山駅から北を目指して商店街を通り抜け、約15分ほど歩くと、烏山寺町の一帯にたどり着く。幸龍寺は、烏山寺町のメインストリートにあたる寺院通りに面して建っている。そばには「寺院通三番」バス停留所が設けられていて、寺域は通りを隔てて存明寺（真宗大谷派）、源正寺（浄土真宗本願寺派）と向かい合い、称往院（浄土宗）、路地を隔てて入楽寺（真宗大谷派）がそれぞれ隣り合う。日蓮宗に属する寺院で山号は妙祐山といい、旧本山は本圀寺である。
幸龍寺の創建は、天正年間（1573年-1593年）までさかのぼる。徳川家康が浜松に居城していた1579年（天正7年）4月、後の徳川幕府2代将軍となる徳川秀忠が誕生した。秀忠の乳母となった大姥局（正心院日幸尼）は、秀忠のために寺院建立を願い、家康はこれを許した。
寺院は浜松城下に建立され、遠州鷺宮の幸龍寺住職、玄龍院日偆を迎えて開山とした。日偆は家康からの信任が厚い高僧で、大姥局も帰依していた。後に家康が駿府に本拠を移すと、幸龍寺もこれに伴って移転した。
1591年（天正19年）、前年に関東に入国して江戸を本拠に定めた家康に従って神田湯島に移転した。神田湯島に移転後、徳川家の祈願所となった。2代将軍徳川秀忠は正室お江与の方の継嗣出生と安産の祈願を幸龍寺に命じて、無事に男子（後の3代将軍徳川家光）が誕生した。秀忠は幸龍寺に仏舎利を奉還し、さらに鬼子母神、十羅刹女を造って奉納した。
徳川家による尊崇は篤く、家光は浅草新谷町（後の浅草芝崎町、現；台東区西浅草三丁目）に約8,000坪の土地を寄進した。そのため幸龍寺は湯島から浅草へ移転することになった。家光は開山である日偆の遺徳を称えて、父である秀忠の名で豊島郡王子郷に50石の朱印地を寄進した。5代将軍綱吉は、幸龍寺の境内に順性院（お夏の方、3代将軍徳川家光の側室。甲府宰相・徳川綱重の生母で6代将軍徳川家宣の祖母にあたる）の霊殿および廟所を造り、足立郡伊刈村の高100石の朱印地を寄進した。1705年（宝永2年）12月5日に至り2500坪の寺地を新たに寄進したため、境内地は10350坪の広さとなった。『御府内寺社備考』によると、塔頭として大泉院、延寿院、鷲山坊、大教坊、大輪坊、玄龍坊、善応坊、春碩坊の8支院（瑞厚院、永幸院を加えて10支院とも）があった。往時の伽藍は間口12間・奥行11間の本堂、大書院、小書院、庫裏、方丈などの諸施設を含む規模の大きいもので、東都日蓮宗五山に数えられるほどのものとなった。
現在旧浅草新谷町の跡地には浅草ビューホテルがあるが、かつてこの地域は浅草田圃（田甫）という水田地帯であったことから、「田甫の幸龍寺」と呼ばれていた。
幸龍寺は江戸時代の1718年（享保3年）、1772年（明和9年、明和の大火）、1806年（文化3年）に火災に遭っている。1923年（大正12年）には関東大震災の被害を受けたため、1927年（昭和2年）に現在の烏山に移転を開始して、1940年（昭和15年）に完了した。移転の際に土地の売主が敷地の譲渡金のうち15,000円を寄進したため、1939年（昭和14年）に第32世住職吉田日英が「感謝碑」を建立している。日英は第二次世界大戦後に荒廃に向かっていた寺観の一新に取り組み、新たに講堂式の本堂を建立した。後継者となった第33世住職日明は日英の意志を継いで、1973年（昭和48年）に布教の本拠地となる本部会館を完成している。

## 境内

### 伽藍
山門は境内の東側にあり、本堂は東に面して建っている。山門脇の左には鐘楼、右には清正公堂があり、右側の並びに寺務所と会館、そして大書院が存在する。
境内にある堂宇のうち、清正公堂と山門は関東大震災の被害を免れて当地に移築されたもので、ともに天保年間の作と伝わる。清正公堂の天井には、小室秋興ほか数名による板絵（花鳥、山水など伝統的な画題を扱う）が合わせて78面描かれている。
昭和初期に幸龍寺の29世住職を務めた祐妙院日慈は、当時親交のあった細川家と大村家から建物を譲り受けて烏山の現在地に移築した。移転の当初は、大村家からの建物を小書院および車寄せ付き玄関として使い、細川家からの建物は大書院として使っていた。大村家からの建物は、1973年（昭和48年）に寺務所と会館を新築するにあたって栃木県氏家町（現・さくら市）の妙福寺（日蓮宗）に譲渡している。
細川家からの建物は明治時代後期の建築で、明治天皇の行幸（この行幸は実現しなかった）を機に木子清敬が手掛けたものである。狩野派の絵師が手掛けた杉戸絵が22面あり、草花や虎、鳳凰などの題材を金砂子の背景に豊かな色彩を使って描き出している。書院造の建築に洋風の生活様式を反映させた建物の一例で、世田谷区内では西澄寺（下馬二丁目11番6号）の書院とともに貴重なものと評価される。この建物は、世田谷区教育委員会によって「世田谷区社寺調査」の対象となった。なお、細川家から譲り受けた建物がもう1軒あったという。もう1軒の方はレンガ造りの洋館で、らせん階段を持っていたと伝わるが史料が現存しないため詳細は明らかではない。
本堂は細川家からの建物の横に再建されたものである。多目的な利用が可能なように設計され、大曼荼羅（本尊）の前にある戸を閉めれば舞台として使用できる。

### 墓地
墓域には、『江戸名所図会』の挿絵を担当したことで知られる長谷川雪旦とその子雪堤の墓がある。『江戸名所図会』は、江戸期における各地の名所の様子を知ることができる資料として高く評価されている。
その他に順性院（お夏の方、徳川家光側室）、旧唐津藩藩主小笠原家累代、「喜多村筠庭（きたむら いんてい）」の筆名で知られる江戸時代後期の国学者、喜多村信節などもここに葬られている。

## 主な文化財
彫像
- 日蓮上人坐像 寄木造、玉眼嵌入、漆塗で像高は30.8センチメートル。清正公堂の本尊である。関東大震災のときに、この堂に安置されていた諸像は難を逃れて現在地に移座してきた。江戸時代の作であるが、専門の仏師によるものではないとされる。

- 鬼子母神半跏像 寄木造、玉眼嵌入、彩色で像高は28.5センチメートル、子を抱いた天女形の像容を表す。江戸時代の作で付属の十羅刹女像10躯とともに清正公堂に安置されている。

- 清正公像 寄木造、玉眼嵌入、彩色で像高は24.5センチメートル。江戸時代または明治時代の作で、清正公堂脇壇の向かって右側に安置されている。構造も作風も単純素朴なものである。

- 柏原大明神坐像 寄木造、玉眼嵌入、彩色で像高は50.0センチメートル。清正公堂脇壇に厨子に入れて安置。江戸時代から近代にかけての作と推定される。この像は「柏原帝」との別名がある桓武天皇を神格化したものと思われる。なお、これらの像と後述の絵画類は世田谷区の社寺文化財調査の対象となり、1980年（昭和55年）1月30日に調査が実施された。

絵画
- 扁額 「加藤清正朝鮮出陣図」 清正公堂内に奉納されたもので、長谷川雪堤の作である。清正は日蓮宗を厚く信仰し、その庇護に努めたことで知られる。軍議中の清正とその陣営を描いたもので、人物の処理などに多くの巧みさが認められる。おそらく天保年間の作である。紙本著色、縦108.5センチメートル、横333.3センチメートル。

- 扁額 「童子読書手習図」 この扁額も清正公堂内にある。姉弟の童子が手習などをする図を彩色鮮やかに描いたもので、堂の天井画を手掛けた小室秋興が1866年（慶応2年）に描いたものである。

その他
- 幸龍寺の境内には、『君が代』に歌われるさざれ石が存在する。この石は岐阜県揖斐郡の産で、「団結と繁栄の象徴」とされる。

## 交通アクセス
所在地
- 東京都世田谷区北烏山五丁目8番1号

交通
- 京王線千歳烏山駅から徒歩約15分。または千歳烏山駅バス停留所から関東バス「久我山病院」行き乗車、「寺院通三番」バス停留所下車すぐ。